# Sri-lankische Cricket-Nationalmannschaft in England in der Saison 2021
Die Tour der sri-lankischen Cricket-Nationalmannschaft nach England in der Saison 2021 fand vom 23. Juni bis zum 4. Juli 2021 statt. Die internationale Cricket-Tour war Bestandteil der Internationalen Cricket-Saison 2021 und umfasste drei ODIs und drei Twenty20s. Die ODIs waren Teil der ICC Cricket World Cup Super League 2020–2022. England gewann die ODI-Serie 2–0 und die Twenty20-Serie 3–0.

## Vorgeschichte
England spielte zuvor eine Tour gegen Neuseeland, Sri Lanka eine Tour in Bangladesch. Das letzte Aufeinandertreffen der beiden Mannschaften bei einer Tour fand in der Saison 2019/20 in Sri Lanka statt.

## Stadien
Die folgenden Stadien wurden für die Tour als Austragungsort vorgesehen.
| Stadion               | Stadt             | Kapazität | Spiele      |
| --------------------- | ----------------- | --------- | ----------- |
| Bristol County Ground | Bristol           | 17.500    | 3. ODI      |
| Sophia Gardens        | Cardiff           | 15.643    | 1. & 2. T20 |
| Emirates Durham       | Chester-le-Street | 17.000    | 1. ODI      |
| The Oval              | London            | 23.500    | 2. ODI      |
| Rose Bowl             | Southampton       | 6.500     | 3. T20      |

## Kaderlisten
Sri Lanka benannte seinen Kader am 8. Juni 2021.
England benannte seinen Twenty20-Kader am 12. Juni und seinen ODI-Kader am 19. Juni 2021.
| ODI | ODI | Twenty20 | Twenty20 |
| England | Sri Lanka | England | Sri Lanka |
| --- | --- | --- | --- |
| - Eoin Morgan (K) - Moeen Ali - Tom Banton - Jonny Bairstow (wk) - Sam Billings - Jos Buttler (wk) - Sam Curran - Tom Curran - Liam Dawson - George Garton - Liam Livingstone - Dawid Malan - Adil Rashid - Joe Root - Jason Roy - David Willey - Chris Woakes - Mark Wood | - Kusal Perera (K) - Charith Asalanka - Dushmantha Chameera - Akila Dananjaya - Dhananjaya de Silva - Niroshan Dickwella - Asitha Fernando - Avishka Fernando - Binura Fernando - Oshada Fernando - Shiran Fernando - Danushka Gunathilaka - Wanindu Hasaranga - Ishan Jayaratne - Praveen Jayawickrama - Chamika Karunaratne - Dhananjaya Lakshan - Kusal Mendis - Ramesh Mendis - Pathum Nissanka - Nuwan Pradeep - Lakshan Sandakan - Dasun Shanaka - Isuru Udana | - Eoin Morgan (K) - Moeen Ali - Jonny Bairstow (wk) - Sam Billings - Jos Buttler (wk) - Sam Curran - Tom Curran - Liam Dawson - Chris Jordan - Liam Livingstone - Dawid Malan - Adil Rashid - Jason Roy - David Willey - Chris Woakes - Mark Wood | - Kusal Perera (K) - Charith Asalanka - Dushmantha Chameera - Akila Dananjaya - Dhananjaya de Silva - Niroshan Dickwella - Asitha Fernando - Avishka Fernando - Binura Fernando - Oshada Fernando - Shiran Fernando - Danushka Gunathilaka - Wanindu Hasaranga - Ishan Jayaratne - Praveen Jayawickrama - Chamika Karunaratne - Dhananjaya Lakshan - Kusal Mendis - Ramesh Mendis - Pathum Nissanka - Nuwan Pradeep - Lakshan Sandakan - Dasun Shanaka - Isuru Udana |

## Tour Match
| 16. Juni | Manchester | Team Mendis 250-9 (50) | – | Team KJP 250-9 (50) |
|          |            | Unentschieden          |   |                     |

| 18. Juni | Manchester | Team Mendis 219-4 (20)         | – | Team KJP 220-3 (19.2) |
|          |            | Team KJP gewinnt mit 7 Wickets |   |                       |

## Twenty20 Internationals

### Erstes Twenty20 in Cardiff
| 23. Juni Scorecard | Cardiff | Sri Lanka 129-7 (20)          | – | England 130-2 (17.1) |
|                    |         | England gewinnt mit 8 Wickets |   |                      |

Sri Lanka gewann den Münzwurf und entschied sich als Schlagmannschaft zu beginnen. Als Spieler des Spiels wurde Jos Buttler ausgezeichnet.

### Zweites Twenty20 in Cardiff
| 24. Juni Scorecard | Cardiff | Sri Lanka 111-7 (20)                       | – | England 108-5 (16.1/18) |
|                    |         | England gewinnt mit 5 Wickets (D/L method) |   |                         |

Sri Lanka gewann den Münzwurf und entschied sich als Schlagmannschaft zu beginnen. Als Spieler des Spiels wurde Liam Livingstone ausgezeichnet.

### Drittes Twenty20 in Southampton
| 26. Juni Scorecard | Southampton | England 180-6 (20)          | – | Sri Lanka 91 (18.5) |
|                    |             | England gewinnt mit 89 Runs |   |                     |

Sri Lanka gewann den Münzwurf und entschied sich als Feldmannschaft zu beginnen. Als Spieler des Spiels wurde Dawid Malan ausgezeichnet.

## One-Day Internationals

### Erstes ODI in Chester-le-Street
| 29. Juni Scorecard | Chester-le-Street | Sri Lanka 185 (42.3)          | – | England 189-5 (34.5) |
|                    |                   | England gewinnt mit 5 Wickets |   |                      |

England gewann den Münzwurf und entschied sich als Feldmannschaft zu beginnen. Als Spieler des Spiels wurde Chris Woakes ausgezeichnet.

### Zweites ODI in London
| 1. Juli Scorecard | London (Oval) | England 241-9 (50)            | – | Sri Lanka 244-5 (43) |
|                   |               | England gewinnt mit 8 Wickets |   |                      |

England gewann den Münzwurf und entschied sich als Feldmannschaft zu beginnen. Als Spieler des Spiels wurde Sam Curran ausgezeichnet.

### Drittes ODI in Bristol
| 4. Juli Scorecard | Bristol | Sri Lanka 166 (41.1) | – | England |
|                   |         | No Result            |   |         |

England gewann den Münzwurf und entschied sich als Feldmannschaft zu beginnen.

## Auszeichnungen

### Player of the Series
Als Player of the Series wurden der folgende Spieler ausgezeichnet.
| Serie    | Player of the Series |
| -------- | -------------------- |
| ODI      | David Willey         |
| Twenty20 | Sam Curran           |

### Player of the Match
Als Player of the Match wurden die folgenden Spieler ausgezeichnet.
| Spiel       | Player of the Match |
| ----------- | ------------------- |
| 1. ODI      | Chris Woakes        |
| 2. ODI      | Sam Curran          |
| 3. ODI      | –                   |
| 1. Twenty20 | Jos Buttler         |
| 2. Twenty20 | Liam Livingstone    |
| 3. Twenty20 | Dawid Malan         |